# Luigi Cantone
Luigi „Gino” Cantone (Robbio, 1917. július 21. – Novara, 1997. november 6.) olimpiai és világbajnok olasz párbajtőrvívó.